# Мечеть Халида ибн аль-Валида
Мечеть Халида ибн аль-Валида (араб. مسجد خالد ابن الوليد‎) — мечеть в Хомсе (Сирия), расположенная в парке вдоль улицы Хама на площади Шухада. Построенная в османско-турецким архитектурном стиле мечеть посвящена Халиду ибн аль-Валиду, арабскому военачальнику, возглавлявшему арабское завоевание Сирии в VII веке, кульминацией которого стала битва при Ярмуке, положившая конец византийскому правлению в Сирии. Его увенчанный куполом мавзолей расположен в углу молитвенного зала и служил центром паломничества. Два высоких минарета с узкими галереями, построенными из чередующихся горизонтальных рядов белого и чёрного камня, расположены в северо-западном и северо-восточном углах здания и служат примером традиционного исламского архитектурного стиля Леванта.

## Расположение
Мечеть расположена в районе Халдия города Хомс, третьего по величине в Сирии. Она расположен в парке рядом с улицей Хама примерно в 500 метрах к северу от улицы Шукри аль-Куватли, в 400 метрах к юго-западу от Национальной больницы и в 300 метрах от рынка на площади Эш-Шухада. 
Прилегающая территория
Во внутреннем дворе используется каменная кладка в стиле мамлюк-аблак. Старое кладбище, которое в свое время окружало мечеть, было перенесено, и на его месте был создан большой сад. 

## История
Небольшая мечеть была предположительно возведена рядом с мавзолеем Халида ибн аль-Валида в VII веке. Нынешняя внутренняя усыпальница, содержащая гробницу Халида, датируется XI веком и считается «важным центром паломничества».
Некоторые источники утверждают, что мечеть Халида ибн аль-Валида была первоначально построена вокруг его мавзолея во время правления мамлюкского султана Бейбарса I в 1265 году. Здание было позднее реконструировано, во время правления мамлюкского султана Аль-Ашрафа Халиля в 1291 году. Согласно местной легенде, когда Тамерлан вторгся в Сирию в начале XV века, он пощадил Хомс от разрушения, потому что в нём находились мечеть и мавзолей Халида ибн аль-Валида, которого он очень уважал за его роль в качестве сподвижника пророка Мухаммеда и командующего мусульманской арабской армией, завоевавшей город Дамаск и византийскую Сирию.
На протяжении XVII и XVIII веков, во время османского правления, семья Дандан, виднейший клан арабского племени Бани Халид, владела долей в увеличивающихся доходах мавзолея и мечети. Люди из Бани Халид утверждали, что происходят от Ибн аль-Валида и сопровождающих его племён, которые участвовали в завоевании Сирии под его командованием. Однако их утверждение об этом происхождении было ранее опровергнуто историком эпохи мамлюков Аль-Калкашанди.
Современное здание мечети было воздвигнуто в начале XX века, хотя некоторые источники утверждают, что она датируется концом XIX века. Назим Хусейн-паша, османский губернатор Сирии в 1895—1909 годах, во время правления султана Абдул-Хамида II, приказал снести мечеть эпохи мамлюков для возведения новой, которая была завершена в 1912 году, после окончания срока полномочий Хусейна-паши на посту губернатора. Таким образом, нынешняя мечеть Халида ибн аль-Валида построена относительно недавно и отличается своим османским архитектурным стилем. По словам историка Дэвида Николя, строительство мечети османским правительством было попыткой сохранить лояльность всё более беспокойных арабских жителей Сирии. В последующие годы Халид ибн аль-Валид был воспринят как герой и символ арабского национализма.

### Современная эпоха
С 2007 года мероприятия в мечети организовывались шейхами Хайтамом аль-Саидом и Ахмадом Митканом. Марки с изображением мечети были выпущены в нескольких номиналах.
Мечеть Халида ибн аль-Валида была символом антиправительственных повстанцев во время Гражданской войны в Сирии. По данным «The New York Times», сирийские силы безопасности убили 10 протестующих, участвовавших в похоронной процессии, когда они выходили из мечети 18 июля 2011 года. Мечеть, которая, как заявляло сирийское правительство, была превращена повстанцами в «склад оружия и боеприпасов», была оставлена повстанцами 27 июля 2013 года. Обстрел правительственными войсками повредил гробницу Халида внутри мечети. После захвата мечети сирийской армией сирийские государственные СМИ показали, что внутри мечети были нанесены тяжёлые повреждения, в том числе некоторые её части были сожжены, а дверь в усыпальницу разрушена. Мечеть была заново открыта чеченским лидером Рамзаном Кадыровым, на средства подконтрольного ему фонда она и была отремонтирована.

## Архитектура
Мечеть выполнена в османском стиле: в ней есть большой внутренний двор, а "стены украшены чередующимися полосами чёрного и белого камня" (архитектурный приём, известный как аблак). Выделяются два высоких белокаменных минарета, имеющие узкие галереи, построенными из белого и чёрного камня, уложенными попеременно горизонтальными рядами. Расположенные в северо-западном и северо-восточном углах здания, они представляют традиционный исламский архитектурный стиль Леванта. Минареты и оконные рамы выполнены из белого известняка. Металлический центральный купол здания имеет серебристый цвет и отражает солнечный свет. Он поддерживается четырьмя массивными колоннами, построенными в стиле мамлюкского аблака. Большой центральный купол дополняют ещё девять малых куполов. 
Большую часть внутреннего пространства занимает большой молитвенный зал. Стены воздвигнуты из базальтового камня, строительного материала, который широко распространён в Хомсе. Мавзолей Халида ибн аль-Валида находится в одном углу. Его гробница включает богато украшенный купол и интерьеры, изображающие более 50 победоносных сражений, в которых он командовал войсками. Тело Халида ибн аль-Валида хранилось в деревянном саркофаге, украшенном куфическими надписями и цитатами из Корана. Во время реконструкции саркофаг был перемещён в Национальный музей в Дамаске.
В углу мечети также находится небольшой саркофаг, покрытый зелёной тканью, который считается гробницей Ибн Умара.